# Falling in Love (film 1935)
Falling in Love è un film del 1935 diretto da Monty Banks.

## Trama
Il manager di una star del cinema statunitense fatica a gestire il suo comportamento.